# سيلبا
سيلبا (بالإسبانية: Selva)‏ هي مقاطعة في كتالونيا، في إسبانيا، تقع في Comarques Gironines ‏، بلغ عدد سكانها 167,694  نسمة وذلك حسب إحصائيات سنة 2016، عاصمتها سانتا كولوما دي فارنيس، تبلغ مساحتها 995.0 كيلومتر مربع.

## الموقع
تشترك في الحدود مع:
- غاروتشا  [لغات أخرى]‏
- ماريسمى
- فالس أورينتال
- أمبوردا الأسفل
- جيرونيس
- أوسونا.

## التقسيمات الإدارية
- أمير، جرندة
- أنغليس
- أربوثياس
- بلانيس
- بريدا، جرندة
- برونيولا
- كالداس دي مالافيا
- فوغارس دي لا سيلفا
- أوستالريتش
- لا سييرا دي تير
- يوريت دي مار
- ماسانيت دي لا سيلفا
- ماساناس
- أوسور
- ريايس
- ريوداريناس
- ريوديوتس دي لا سيلفا
- سان فيليو دي بوكسايو
- سان إيلاريو ساكالم
- سانت خوليا ديل يور إي بونماتي
- سانتا كولوما دي فارنيس
- سيلس
- سوسكيدا
- توسا دي مار
- فيدريراس
- فيلوفي دي أونيار.